# Santiago Segurola
Santiago Segurola Basáñez (Baracaldo, 7 de marzo de 1957) es un periodista deportivo español. 
Destaca su larga trayectoria en el diario El País, donde se incorporó en 1986 y fue redactor jefe de la sección de deportes durante siete años, entre 1999 y 2006. Después del Mundial de Fútbol 2006, y hasta su marcha de El País, desempeñó el cargo de redactor jefe de cultura. 
En agosto de 2007 se incorporó al diario deportivo Marca como nuevo adjunto al director, Eduardo Inda. También ha sido colaborador en el programa Al primer toque, de Onda Cero, con Ángel Rodríguez.
En 2016 fue despedido del diario Marca, incorporándose como comentarista a Bein LaLiga y Bein Sports. Actualmente es colaborador del diario AS, donde empezó a escribir columnas en el año 2017.
Es tertuliano en el programa El món a RAC1.